# Dieter Dölling
Dieter Dölling (* 28. Oktober 1952 in Braunschweig) ist ein deutscher Rechtswissenschaftler und Kriminologe. Er ist Direktor des Instituts für Kriminologie an der Ruprecht-Karls-Universität Heidelberg mit den Schwerpunkten Jugendkriminalität und Jugendstrafrecht, Kriminalprävention, Straftaten gegen die Allgemeinheit, empirische Sanktions- und Strafverfahrensforschung.

## Werdegang
Dieter Dölling studierte von 1971 bis 1975 Rechtswissenschaften an den Universitäten Bielefeld und Göttingen. Nach den beiden Juristischen Staatsprüfungen (1975, 1980) sowie nach Promotion (1978) und Habilitation (1984) in Göttingen war Dölling zunächst Professor für Strafrecht und Kriminologie an den Universitäten Göttingen (1985–87) und Erlangen-Nürnberg (1987–90) sowie nebenamtlicher Richter an einer großen Strafkammer des Landgerichts Nürnberg-Fürth (1988–90), bevor er 1990 Direktor des Instituts für Kriminologie der Universität Heidelberg wurde. 
Am 24. März 2014 wurde bekannt gegeben, dass Dölling Mitglied im interdisziplinären Forschungskonsortium zur Untersuchung des sexuellen Missbrauchs Minderjähriger innerhalb der katholischen Kirche ist (MHG-Studie). An der von der EKD beauftragten Studie zur Aufarbeitung sexualisierter Gewalt im Bereich der evangelischen Kirche (ForuM) wirkt er ebenfalls als Mitglied mit. Außerdem gehörte er der am 20. Mai 2014 vom Bundesministerium der Justiz einberufenen Expertengruppe zur Reform der Tötungsdelikte an.

## Mitgliedschaften
Dieter Dölling ist u. a. Vorsitzender des Fachbeirats am Max-Planck-Institut zur Erforschung von Kriminalität, Sicherheit und Recht, Vorsitzender der Landesgruppe Baden-Württemberg der DVJJ, Mitglied des Fachbeirats der Opferschutzorganisation Weisser Ring, Beisitzer im Vorstand des Vereines „Sicheres Heidelberg“, Mitglied des Kuratoriums der Deutschen Hauptstelle für Suchtfragen und des Wissenschaftlichen Beirats des Kriminologischen Forschungsinstitutes Niedersachsen sowie Mitglied des Vorstandes des Interdisziplinären Forums für Biomedizin und Kulturwissenschaft der Universität Heidelberg. 2010 bis 2011 war er zudem Präsident der Kriminologischen Gesellschaft. 

## Ausgewählte Veröffentlichungen
- Die Zweiteilung der Hauptverhandlung – Eine Erprobung vor Einzelrichtern und Schöffengerichten. Kriminologische Studien Band 28. Göttingen 1978.
- Polizeiliche Ermittlungstätigkeit und Legalitätsprinzip – Eine empirische und juristische Analyse des Ermittlungsverfahrens unter besonderer Berücksichtigung der Aufklärungs- und Verurteilungswahrscheinlichkeit. Wiesbaden 1987.
- Empfehlen sich Änderungen des Straf- und Strafprozeßrechts, um der Gefahr von Korruption in Staat, Wirtschaft und Gesellschaft wirksam zu begegnen? Gutachten C für den 61. Deutschen Juristentag. München 1996.
- Gemeinsam mit H.-L. Kröber, N. Leygraf und H. Saß: Handbuch der Forensischen Psychiatrie Band. In fünf Bänden. Darmstadt 2006.
- Handbuch der Korruptionsprävention für Wirtschaftsunternehmen und öffentliche Verwaltung. München 2007.
- Rudolf Brunner / Dieter Dölling: Jugendgerichtsgesetz. Kommentar. 13. Aufl. Berlin Boston 2017.
- Gemeinsam mit Gunnar Duttge, Dieter Rössner und Stephan König: Gesamtes Strafrecht. StGB/StPO/Nebengesetze. Handkommentar. 5. Aufl. Baden-Baden 2022.